# Ramón Tapia (Fußballspieler)
Ramón Antonio Tapia Allende (* 25. Dezember 1972 in Linares) ist ein ehemaliger chilenischer Fußballspieler, der auf der Position eines Stürmers eingesetzt wurde.

## Karriere
Ramón Tapia begann seine Karriere 1992 bei Universidad de Chile, wo er bereits in der Jugend gespielt hatte. Zum Debüt kam er allerdings erst 1993 bei den Santiago Wanderers in der Segunda División. Anschließend spielte er für weitere Klubs in Chiles erster und zweiter Liga. Mit Deportes Concepción nahm er an der Copa Conmebol 1999 teil und erreichte das Halbfinale. Auslandserfahrungen sammelte er 1998 in Mexiko bei Cruz Azul Hidalgo und zum Abschluss seiner Karriere 2003 bis 2004 in den USA bei den New Jersey Stallions in der USL Second Division sowie USL League Two.